# 尤氏南鰍
尤氏南鰍（學名：Schistura udomritthiruji）為輻鰭魚綱鯉形目條鰍科南鰍屬的其中一種。分布於亞洲泰國淡水流域，體長可達4.8公分，棲息在水流平穩、礫石底質的河川底層水域。

## 扩展阅读
維基物種上的相關：尤氏南鰍